# Міністерство кінематографії Української РСР
Міністерство кінематографії Української РСР — союзно-республіканське міністерство, входило до системи органів кінематографії СРСР і підлягало в своїй діяльності Раді Міністрів УРСР і Міністерству кінематографії СРСР.

## Історія
Згідно «Закону про перетворення Управління в справах кінематографії на Міністерство кінематографії Української РСР» від 26 березня 1946 року, створене шляхом переформування Управління в справах кінематографії на міністерство. 10 квітня 1953 року увійшло до складу Міністерства культури УРСР.

## Міністри кінематографії УРСР
- Воскобійник Олексій Іванович (1946—1947)
- Кузнєцов Олександр Степанович (1947—1951)
- Мазепа Іван Ілліч (1951—1953)